# Arturo Iglesias (strzelec)
Arturo Iglesias Vargas (ur. 3 lipca 1951) – gwatemalski strzelec, olimpijczyk.
Trzykrotnie wystąpił na igrzyskach olimpijskich (IO 1976, IO 1980, IO 1984), startując za każdym razem w tej samej konkurencji, czyli w strzelaniu do ruchomej tarczy z 50 metrów. W pierwszym starcie uplasował się na przedostatnim 26. miejscu, wyprzedzając swojego rodaka Víctora Giordaniego. Cztery lata później zajął 15. miejsce wśród 19 strzelców, a w 1984 roku był 18. zawodnikiem turnieju (startowało 23 sportowców).
W tej samej konkurencji plasował się trzykrotnie w czołowej ósemce mistrzostw Ameryki (ósme miejsce w 1981, piąte w 1985 i siódme w 1989 roku) i dwukrotnie na ósmym miejscu na igrzyskach panamerykańskich (1983 i 1987). W strzelaniu do ruchomej tarczy z 10 metrów był piąty na mistrzostwach Ameryki w 1985 roku i 18. w Pucharze Świata 1994 w Gwatemali. W konkurencji ruchoma tarcza z 50 metrów mix był dwukrotnie w czołowej ósemce mistrzostw Ameryki (siódmy w 1985 i czwarty w 1989 roku).
Iglesias jest pięciokrotnym medalistą Igrzysk Ameryki Środkowej i Karaibów. Indywidualnie zdobył brązowy medal w ruchomej tarczy z 10 metrów na zawodach w 1986 roku. Pozostałe medale wywalczył w turniejach drużynowych: był dwukrotnie trzeci w ruchomej tarczy z 50 metrów, drugi w ruchomej tarczy z 10 metrów i ponownie trzeci w ruchomej tarczy mix.

## Wyniki olimpijskie
| Igrzyska | Konkurencja          | Wynik                 | Miejsce | Źródło |
| -------- | -------------------- | --------------------- | ------- | ------ |
| IO 1976  | Ruchoma tarcza, 50 m | 506 punktów (263-243) | 26      | [ 2 ]  |
| IO 1980  | Ruchoma tarcza, 50 m | 561 punktów (282-279) | 15      | [ 3 ]  |
| IO 1984  | Ruchoma tarcza, 50 m | 563 punkty (290-273)  | 18      | [ 4 ]  |